# Liviu Dragnea
Liviu Dragnea (Gratia, 28 ottobre 1962) è un politico rumeno.
Dal 1994 membro del Partito Democratico (PD) fondato dall'ex primo ministro Petre Roman, nel 2000 conquistò la presidenza del consiglio del distretto di Teleorman, che mantenne fino al 2012. Nel 2001 passò al Partito Social Democratico (PSD), nelle cui liste ottenne la prima elezione a parlamentare nel 2012.
Fu per 12 giorni ministro degli interni del governo Boc I nel 2009. Dal 2012 fu nuovamente ministro sotto i governi di Victor Ponta, che lo nominò vice premier e lo propose per la guida del ministero dello sviluppo regionale e della pubblica amministrazione, ma nel 2015 fu costretto a rassegnare le dimissioni a causa di una condanna penale inflittagli per il reato di frode elettorale commesso in occasione del referendum del 2012.
Elemento di spicco del partito, presidente esecutivo dal 2013 al 2015, nell'ottobre 2015 fu eletto presidente del PSD dopo l'addio di Ponta alla dirigenza.
In qualità di leader socialdemocratico fu protagonista della netta vittoria del PSD alle elezioni parlamentari in Romania del 2016, ma non poté presentare la propria candidatura alla posizione di primo ministro per via della condanna ricevuta, che stabiliva l'interdizione a tale carica. Fu tra i promotori, quindi, della figura di Sorin Grindeanu, che divenne premier il 4 gennaio 2017.
Il 21 dicembre 2016 ottenne la nomina a presidente della Camera dei deputati per la legislatura 2016-2020.
Dopo la rottura dei rapporti con Grindeanu, contro il quale organizzò una mozione di sfiducia passata al voto del parlamento il 21 giugno 2017, Dragnea supportò la formazione di un nuovo governo socialdemocratico presieduto dall'ex ministro dell'economia Mihai Tudose. In seguito a nuove frizioni con quest'ultimo, Dragnea riuscì ad imporre la figura di Viorica Dăncilă per il ruolo di primo ministro.
Il 27 maggio 2019 venne condannato a 3 anni e 6 mesi di carcere per abuso d'ufficio. Fu rilasciato con la liberazione condizionale il 15 luglio 2021.

## Formazione
Nacque nel villaggio di Gratia dal padre Dumitru Dragnea, sottoufficiale di milizia.
Terminò gli studi liceali presso il liceo scientifico Unirea di Turnu Măgurele nel 1981. Successivamente si iscrisse alla facoltà di trasporti (specializzazione veicoli terrestri) dell'Università politecnica di Bucarest, dove ebbe Petre Roman come docente di meccanica dei fluidi, conseguendo il titolo di dottore in ingegneria meccanica nel 1987. Nel 1997 frequentò un corso di specializzazione della Scuola nazionale dell'amministrazione di Roma. Tra il 1999 e il 2002 seguì dei corsi di contabilità e gestione presso l'Università Alexandru Ghica di Alexandria senza, però, conseguire il titolo accademico. L'ateneo, in ogni caso, fu sciolto su decisione dell'autorità giudiziaria per gravi inadempienze.
Nel 2001 seguì un corso postuniversitario sul management dell'amministrazione pubblica presso l'Accademia di studi economici di Bucarest. Nel 2003 ultimò gli studi presso la facoltà di management e amministrazione pubblica dell'Università ecologica di Bucarest e l'anno dopo ottenne un ulteriore titolo di studi presso l'Università nazionale di difesa "Carlo I".
Tra il 1987 e il 1991 lavorò come ingegnere meccanico presso la IUGTC di Craiova. Dopo la rivoluzione romena del 1989, tra il 1991 e il 1996 avviò diverse aziende private. La prima attività commerciale di Dragnea, aperta nel 1990 insieme al socio Vasilică Petcu, fu un bar. Negli anni successivi insieme a Petcu gestì diversi bar nei villaggi intorno alla località di Giuvărăști tramite la Com Orizont SRL. Nel 1992 in società con Florin Mîndroc comprò la Dacorom SRL, attiva nel settore della ristorazione a Turnu Măgurele. Nel 1993 l'azienda di Dragnea prese in gestione dallo stato i ristoranti Modern e Hanul Diligenței e l'Hotel Turris. Nel 1994 Dragnea fondò in qualità di socio unico la Ștefimar SRL, che acquisì parte delle attività facenti parte della Com Orizont e della Dacorom. Tutte e tre le aziende di Dragnea furono radiate dal registro della camera di commercio nel 2000, quando divenne presidente del consiglio del distretto di Teleorman.

## Carriera politica

### Membro del PD e prefetto di Teleorman
Si iscrisse al Partito Democratico (PD) di Petre Roman nel 1994, su sprone dell'ex collega di università Adriean Videanu, divenendo subito un membro di peso del gruppo nel distretto di Teleorman, nel sud del paese. Fu vicepresidente della sezione locale del partito dal 1995 al 2000 ed ottenne il primo incarico elettivo nel 1996, come membro della giunta comunale della cittadina di Turnu Măgurele. Sempre nel 1996 fu direttore della campagna elettorale del PD di Teleorman per le elezioni locali e parlamentari di quell'anno
Il 23 dicembre 1996, a soli 34 anni, fu nominato prefetto di Teleorman dal governo allora presieduto da Victor Ciorbea, che godeva del sostegno di CDR e PD, e mantenne la funzione fino al 2000. In tale ruolo, secondo le informazioni contenute sul proprio curriculum, Dragnea fu l'iniziatore della costituzione della prima regione di sviluppo della Romania (quella del Sud-Muntenia) e fondò l'Agenzia per lo sviluppo regionale. Tra il 1998 e il 2000 favorì la realizzazione dei lavori di ammodernamento delle reti stradali tra Alexandria e Bucarest, che portarono alla riclassificazione della strada nazionale DN6 in Strada europea E70.

### "Baronia" del distretto di Teleorman
Nel giugno del 2000 fu il candidato del PD alla funzione di presidente del consiglio di distretto alle amministrative locali. Dragnea vinse le elezioni, mentre nel giugno 2001, in seguito al drastico avvicendamento tra Petre Roman e Traian Băsescu alla presidenza del PD, prese la decisione di lasciare il partito per aderire al Partito Social Democratico (PSD) di Adrian Năstase, diventandone subito presidente esecutivo nel distretto e membro dell'ufficio esecutivo nazionale.
A livello elettorale ottenne la riconferma dell'incarico di presidente del distretto di Teleorman addirittura nei successivi tre mandati (2004, 2008 e 2012), diventando uno dei «baroni» della politica locale, ricco e discusso personaggio in grado di fare da collettore elettorale nel proprio distretto di origine ed influire sulle scelte del partito anche a livello nazionale. Nel corso della sua amministrazione, nel 2002 promosse la costruzione con fondi europei del punto di frontiera tra Turnu Măgurele e Nicopoli. Nel novembre dello stesso anno costituì l'ufficio di rappresentanza del distretto di Teleorman a Bruxelles. Nell'aprile 2003 organizzò la conferenza europea sulla gestione delle acque del bacino del Danubio, il cui rapporto il mese successivo fu adottato all'unanimità dal Congresso dei poteri locali e regionali e accolto come raccomandazione dal Consiglio d'Europa. Nel marzo 2004 avviò le procedure di costituzione dell'ufficio dell'Unione nazionale dei consigli distrettuali della Romania (UNJCR) a Bruxelles, che fu inaugurato nell'ottobre dell'anno successivo. Nel settembre 2006 sostenne la modifica della legge sulla pubblica amministrazione per la promozione del decentramento e il rafforzamento dell'autonomia regionale e locale.
Diede le dimissioni da presidente del consiglio del distretto solo nel dicembre 2012, per rivestire la nuova funzione di parlamentare.
Dal 2004 al 2013 fu, inoltre, presidente dell'Unione nazionale dei consigli distrettuali della Romania (UNJCR).

### Scalata all'interno del PSD

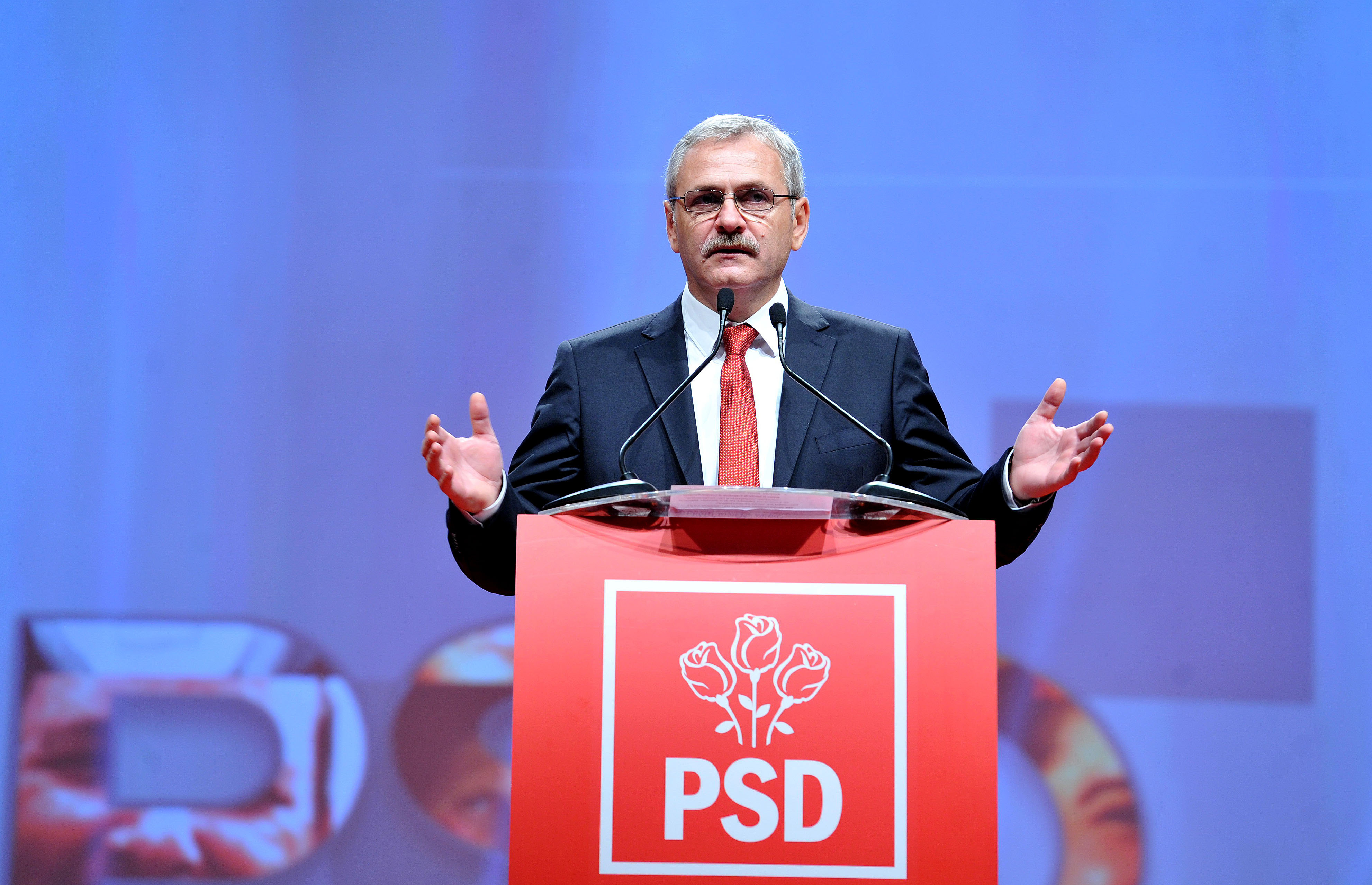
Liviu Dragnea al Consiglio nazionale del PSD nel 2013

Già presidente esecutivo del partito nel distretto (dal 2001 al 2005), membro dell'ufficio esecutivo permanente nazionale e considerato uno dei «baroni» del PSD insieme ad altre figure come Marian Oprișan (presidente del consiglio del distretto di Vrancea), Nicușor Constantinescu (presidente del consiglio del distretto di Costanza) e Radu Mazăre (sindaco di Costanza), il 10 dicembre 2006 il congresso straordinario del PSD (che confermò Mircea Geoană a capo del partito) lo designò come vicepresidente nazionale con competenze sulla riforma della pubblica amministrazione e sul decentramento.
Nel 2007 fu capo della campagna elettorale del PSD per le elezioni europee di quell'anno.
In seguito alla sconfitta del partito in occasione del referendum per la destituzione del presidente, che confermò Traian Băsescu alla presidenza e contro il quale il PSD aveva impostato la propria campagna, Dragnea decise di autosospendersi dalla funzione di vicepresidente.
Nel luglio 2008 fu coordinatore della filiale del PSD nel distretto di Giurgiu, mentre il presidente Mircea Geoană gli affidò l'incarico di condurre una commissione congiunta con gli alleati del Partito Conservatore per la preparazione di un programma settoriale per le elezioni parlamentari di dicembre sui temi di pubblica amministrazione e decentramento, cui partecipavano anche Ilie Sârbu, Ion Toma, Victor Ponta e Nicolae Bănicioiu. Nello stesso anno fu contestualmente coordinatore della campagna elettorale del PSD insieme all'ex ministro dei trasporti Miron Mitrea.

### Breve esperienza sotto il governo Boc
Le elezioni del 2008 furono segnate da un grande equilibrio, che costrinse i due partiti più votati, Partito Democratico Liberale (PD-L) di centro-destra e PSD di centro-sinistra, a formare un'alleanza per garantire la formazione di un governo. A capo del gabinetto fu indicato il liberale Emil Boc.
Il 18 dicembre 2008 Dragnea fu scelto dal comitato esecutivo nazionale come coordinatore del gruppo dei ministri del PSD, con il compito di fare da tramite tra la presidenza del partito e la squadra di governo.
Dopo le dimissioni da ministro degli interni e della pubblica amministrazione di Gabriel Oprea, richieste dal partito nel gennaio 2009 dopo appena 20 giorni dall'insediamento, Dragnea fu designato come suo successore, principalmente su insistenza di Marian Vanghelie, leader della sezione del PSD di Bucarest. Tra gli obiettivi del suo mandato elencò la sicurezza dei bambini nelle scuole e dei cittadini in strada, nonché un forte programma di decentramento amministrativo che prevedeva il trasferimento di competenze in materia di finanze, lavoro e protezione sociale ai consigli di distretto. Il 2 febbraio 2009, tuttavia, a 12 giorni dalla nomina, Dragnea presentò le proprie dimissioni da ministro. Queste furono ufficialmente motivate con l'impossibilità di portare a termine gli obiettivi prefissati in base al budget messo a disposizione del governo:
(Liviu Dragnea)
Diversi osservatori, comunque, videro l'origine della scelta anche nella conclamata diffidenza di Dragnea nei confronti dei ministri PD-L e nello scontro con Vanghelie e Geoană che premevano per la nomina a sottosegretario ministeriale di Mincu Silvestru. Dragnea abbandonò il ministero in un momento in cui questo era nella bufera per via di alcuni recenti fatti di cronaca che avevano fatto emergere degli imbarazzi in seno agli interni: una rapina a mano armata avvenuta a Brașov non del tutto chiarita dalle istituzioni e la sparizione di alcune armi dal deposito della polizia di Ciorogârla. Dragnea continuò a criticare l'alleanza tra PSD e PD-L, fin quando il 1º ottobre 2009 i socialdemocratici lasciarono la coalizione di governo per passare all'opposizione.
Nello stesso periodo crebbe la sua influenza nel partito. Da luglio 2009 Dragnea detenne l'incarico di segretario generale ad interim del PSD, per poi essere confermato nell'ottobre dello stesso anno. Fu nuovamente scelto per questa funzione nel febbraio 2010, quando si tenne il congresso straordinario del PSD, che nominò Victor Ponta presidente del partito e Dragnea come suo luogotenente con il ruolo di segretario generale. Il 20 aprile 2013 fu poi nominato presidente esecutivo del PSD, posizione reintrodotta dallo statuto, sempre sotto la direzione di Ponta.

### Elezione alla Camera dei deputati
Nel febbraio 2012 fu tra i maggiori promotori della creazione dell'Unione Social-Liberale (USL), un'ampia alleanza che, in vista delle elezioni parlamentari in Romania del 2012, riuniva tanto il centro-sinistra del PSD quanto il centro-destra del Partito Nazionale Liberale (PNL) di Crin Antonescu, con entrambi i fronti collegati dalla comune opposizione alle politiche promosse dal presidente della repubblica Traian Băsescu e dal PD-L. In luglio si svolse anche il referendum per la destituzione di Băsescu, nel quale Dragnea ebbe parte attiva nell'organizzazione della campagna elettorale, ma che si concluse con l'invalidamento del voto da parte della corte costituzionale. Dragnea, infatti, fu capo della campagna elettorale dell'USL insieme a Rareș Mănescu (PNL). In una dichiarazione di novembre annunciò che i tre pilastri di un eventuale governo USL sarebbero stati decentramento, regionalizzazione e sostegno alle finanze pubbliche locali.
Dragnea, inoltre, presentò la propria candidatura alla camera dei deputati come rappresentante del distretto di Teleorman nel capoluogo Alexandria. Ottenne un plebiscito, collezionando il 71,5% delle preferenze della circoscrizione. La settimana successiva, dopo 12 anni e quattro mandati, lasciò la guida del consiglio del distretto. Nel complesso le elezioni celebrate nel dicembre 2012 videro il trionfo della coalizione, che conquistò ben 2/3 dei seggi in parlamento. Dragnea rivestì l'incarico di membro della commissione sulla pubblica amministrazione e la gestione del territorio della camera.

### Ministro del governo Ponta

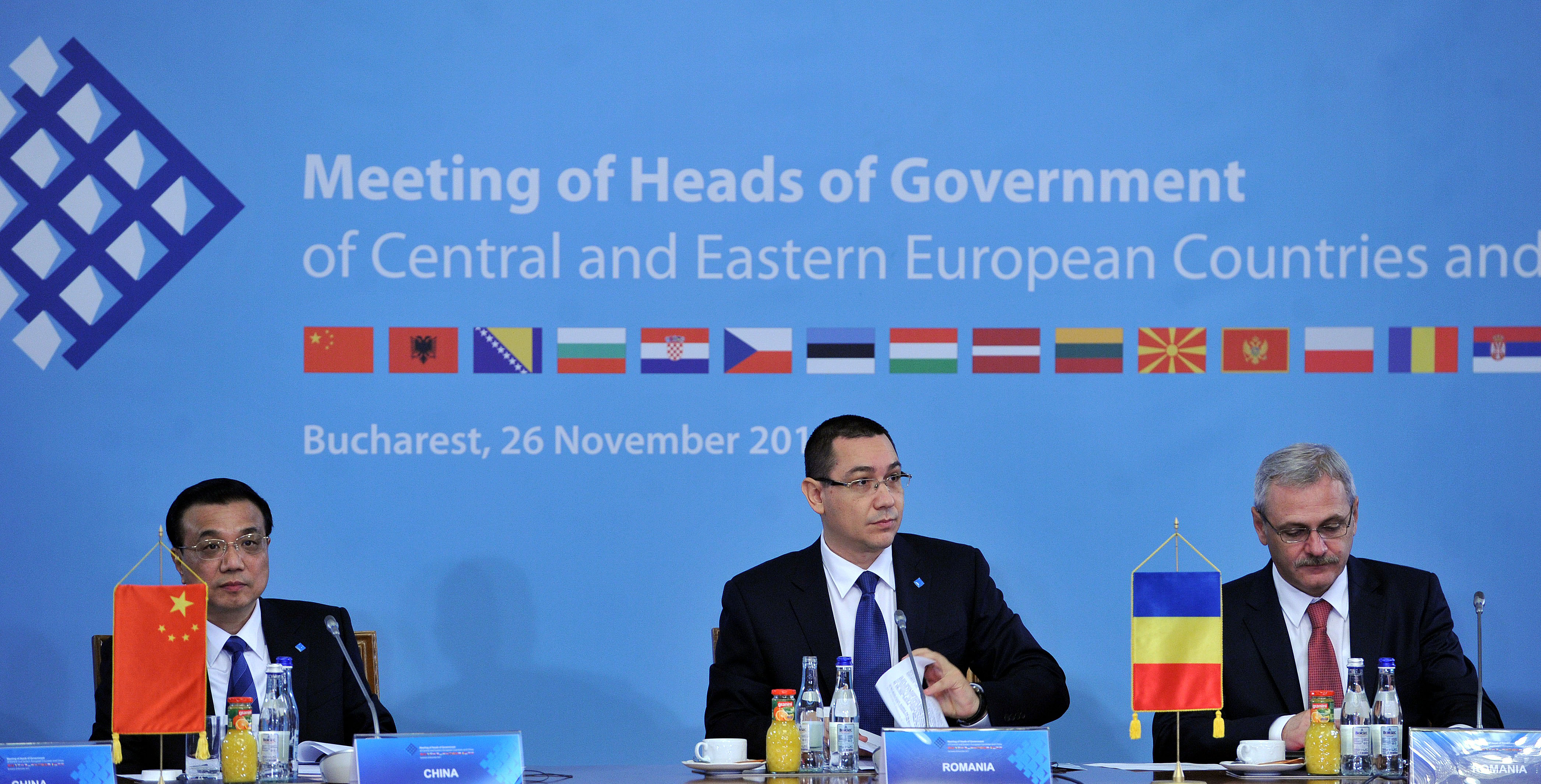
Liviu Dragnea (ultimo a destra) insieme al primo ministro Victor Ponta e al presidente del consiglio di Stato cinese Li Keqiang al vertice dei Primi Ministri dell'Europa centrale e orientale - Cina, Bucarest, nel 2013

Il 18 dicembre 2012 Dragnea fu nominato vice primo ministro del nuovo governo Ponta II al fianco di Gabriel Oprea (Unione Nazionale per il Progresso della Romania) e Daniel Chițoiu (PNL), mentre gli fu anche affidato il ministero dello sviluppo regionale e della pubblica amministrazione. Dopo il ritiro del PNL dalla coalizione mantenne entrambi gli incarichi anche nel successivo governo Ponta III (5 marzo - 17 dicembre 2014), mentre nel rimpasto che diede vita al governo Ponta IV (che prestò giuramento il 17 dicembre 2014) gli fu ritirato il ruolo di vice primo ministro, per permettergli di avere maggior tempo per occuparsi della gestione interna del partito e assumere maggiori incarichi politici. Dragnea spiegò che «qualcuno deve occuparsi del partito, per spiegare al partito quali sono i principi di ammodernamento del paese».
Nel corso del suo mandato portò a termine i negoziati con la Commissione europea per una serie di programmi di finanziamento: il programma operazionale regionale, il programma operazionale per la capacità amministrativa, il programma nazionale di sviluppo locale e il programma nazionale per il catasto e il libro fondiario. Nel 2013, a firma di Dragnea, fu emanata la l'ordinanza d'urgenza 3/2013 per lo sblocco dei crediti dovuti dalla pubblica amministrazione ai fornitori. Tra le altre iniziative legislative vi furono la strategia per il consolidamento della pubblica amministrazione, il progetto di strategia generale per il decentramento e la creazione del codice amministrativo. La relazione sul biennio fiscale 2013-2014 della Corte dei conti, tuttavia, rilevò delle irregolarità nella spesa di 2,3 miliardi di lei per quanto riguardava l'applicazione del programma nazionale di sviluppo locale. Secondo un ulteriore rapporto di Expert Forum l'assegnazione dei fondi previsti dal programma nazionale di sviluppo locale si era svolta senza il rispetto di parametri e giustificativi oggettivi, ma solo in base alle clientele politiche.
Il 15 maggio 2015 l'Alta corte di cassazione e giustizia emise nei suoi confronti una sentenza di condanna ad un anno di reclusione (con sospensione della pena) con l'accusa di frode elettorale in occasione del referendum del 2012. L'eco dello scandalo lo costrinse a dare le dimissioni dal governo e dalla carica di presidente esecutivo del partito, lasciando la guida del ministero alla fidata economista Sevil Shhaideh, di cui era persino stato testimone di nozze.

### Presidente del PSD
Nel giugno 2015 il premier Ponta fu colpito da uno scandalo di corruzione che in luglio lo spinse a dare le dimissioni dalla presidenza del partito, con l'intenzione di lasciarne la conduzione a Rovana Plumb, allora ministro del lavoro e presidente del consiglio nazionale del PSD, sostenuta direttamente dal premier. Il 22 luglio 2015 il comitato esecutivo del partito, però, preferì conferire il ruolo di presidente ad interim a Liviu Dragnea, che si opponeva alla candidatura della Plumb proposta da Ponta (Dragnea vinse con 65 voti contro 18). Dragnea annunciò l'inizio di una riorganizzazione interna, indicendo un nuovo congresso in ottobre al fine di eleggere il nuovo leader. Le primarie del PSD celebrate il 12 ottobre 2015, alle quali Dragnea fu l'unico candidato, rappresentarono il successo del suo programma e della sua nuova guida. Il congresso del 18 ottobre convalidò l'elezione di Dragnea e nominò i nuovi vertici del partito.
Il 22 aprile 2016 l'Alta corte di cassazione e giustizia confermò la condanna per frode elettorale anche in appello. Il presidente della repubblica Klaus Iohannis (vicino al PNL e in carica dal dicembre 2014) ne chiese le dimissioni da parlamentare e da leader del PSD, mentre il presidente esecutivo del PSD e capo della camera dei deputati Valeriu Zgonea lo invitò a ritirarsi dal partito, attirando così le critiche del comitato esecutivo nazionale, che decretò l'espulsione di Zgonea, costringedolo ad abbandonare i propri incarichi. La condanna, inoltre, interdiceva di fatto la potenziale candidatura di Dragnea a primo ministro in vista delle elezioni parlamentari in Romania del 2016 previste per dicembre, in quanto l'art.2 della legge 90/2001 vietava ai condannati in via definitiva per reati penali di far parte di un governo.

### Elezioni del 2016 e conseguenze
Il 19 dicembre 2016, nel corso dell'ultima seduta della camera nella legislatura 2012-2016, Liviu Dragnea annunciò le proprie dimissioni da deputato, in modo da non poter beneficiare della pensione speciale riconosciuta ai parlamentari che completavano un intero mandato.
Alle elezioni di dicembre, in ogni caso, il PSD ottenne la maggioranza vincendo facilmente la concorrenza di PNL e Unione Salvate la Romania (USR). Dragnea ripresentò la propria candidatura alla camera, ottenendo l'elezione anche per la nuova legislatura 2016-2020. Il 21 dicembre 2016 fu eletto nuovo presidente della camera dei deputati con 216 voti a favore e 101 contrari.
Non potendo candidarsi direttamente per la funzione di premier, propose in successione al presidente della repubblica le figure di Sevil Shhaideh e Sorin Grindeanu. Quest'ultimo il 30 dicembre ottenne da Iohannis l'incarico di formare il nuovo governo che godette del sostegno del PSD e degli alleati dell'Alleanza dei Liberali e dei Democratici di Călin Popescu Tăriceanu.
Nel gennaio 2017 fu tra i protagonisti della scena politica romena per via dell'emanazione di un'ordinanza governativa in tema di grazia e giustizia che depenalizzava il reato di abuso d'ufficio. L'ordinanza scatenò una vasta ondata di proteste e fu pesantemente criticata anche dalla comunità internazionale, preoccupata dai potenziali effetti della legge. I manifestanti chiedevano il ritiro dell'ordinanza in quanto questa avrebbe favorito la corruzione e aiutato Dragnea ad evitare l'incriminazione in ulteriori inchieste in cui figurava come indagato, con lo scopo neppure nascosto di riabilitare Dragnea a guidare il governo. Pressato dalle proteste di piazza, il 4 febbraio Grindeanu annunciò l'intenzione di ritirare l'ordinanza. Con il passare dei mesi, nonostante le smentite da parte dei diretti interessati, molti osservatori rilevarono la comparsa di una reciproca diffidenza tra il premier e Dragnea. La giustificazione di tale tensioni fu in parte attribuita alla decisione di Grindeanu di ritirare l'OUG 13 sulla corruzione, ignorando la volontà del leader del partito. Lo scontro si consumò nel mese di giugno, quando Dragnea, ritenendo insufficienti i risultati del governo, chiese le dimissioni di Grindeanu. Questi si rifiutò di darle e attaccò pesantemente Dragnea, invitandolo a rinunciare al suo ruolo. Dragnea, quindi, chiese ed ottenne l'espulsione di Grindeanu dal partito. Il governo cadde il 21 giugno 2017, su una mozione di sfiducia presentata dallo stesso PSD.
Superata quest'esperienza, Dragnea e il comitato esecutivo del PSD proposero la formazione in un nuovo governo presieduto dall'ex ministro dell'economia Mihai Tudose, che assunse l'incarico il 29 giugno 2017. Malgrado il cambio al vertice dell'esecutivo, i toni e il desiderio di indipendenza politica del primo ministro furono spesso fonte di preoccupazioni da parte dei membri della dirigenza legati al presidente Dragnea. Tudose, infatti, agì spesso in contrasto con le indicazioni di Dragnea e avanzò perplessità sulla credibilità del suo governo in presenza di indagati nel consiglio dei ministri, abbracciando più volte l'ipotesi di un rimpasto, benché tale possibilità non piacesse al presidente del partito e rischiasse di aprire una crisi di governo. Dopo mesi di contrapposizioni per la leadership del partito, al culmine della disputa, il 15 gennaio il consiglio esecutivo nazionale del PSD annunciò la decisione di ritirare il proprio sostegno al premier, costringendolo alle dimissioni. In sua sostituzione il PSD indicò l'europarlamentare Viorica Dăncilă, vicina a Dragnea, già presidente dell'organizzazione femminile del partito, che assunse l'incarico il 29 gennaio.
Il 10 marzo 2018 il congresso straordinario del PSD convocato da Dragnea, lo riconfermò per acclamazione per la posizione di presidente.

### Il governo Dăncilă
Viorica Dăncilă fu apertamente sostenuta da Dragnea nei contrasti con l'opposizione e con la presidenza della repubblica. Il principale piano di confronto fu quello della giustizia. Oltre al varo di misure ampiamente criticate dall'opinione pubblica, tramite la pressione posta sul ministero della giustizia, Dragnea nel luglio 2018 ottenne la revoca dell'incarico del procuratore capo della Direzione nazionale anticorruzione Laura Codruța Kövesi, considerata dal partito il simbolo del giustizialismo e della mancanza di garantismo nel paese. Le manovre del partito di governo sulla giustizia, difese dal suo presidente, furono oggetto delle critiche della stampa internazionale, che vedeva in tali mosse un pericolo per la preservazione della democrazia e per l'indipendenza della magistratura nel paese.
Nei suoi discorsi pubblici Dragnea lanciò più volte duri attacchi a Iohannis e a parte della magistratura, accusandoli di essere parte di uno stato parallelo ed occulto interessato ad utilizzare le istituzioni in modo illegittimo con finalità politiche e personalistiche. Il 21 giugno, a contribuire ulteriormente alla tensione politica, Liviu Dragnea subì in primo grado una nuova condanna a tre anni e sei mesi di reclusione per il reato di abuso d'ufficio.
Parte dell'opposizione interna del PSD, tuttavia, nel settembre 2018 cercò di spingere Dragnea a lasciare la sua posizione. Il 19 settembre, infatti, il sindaco di Bucarest Gabriela Firea, l'ex ministro della difesa Adrian Țuțuianu e il vice primo ministro Paul Stănescu divulgarono una lettera indirizzata al comitato esecutivo in cui chiedevano le dimissioni immediate di Dragnea, sostenendo che questi era il responsabile del costante clima di conflitto del PSD con le istituzioni e parte della società civile, che metteva a rischio la credibilità del PSD come partito e della Romania come attore dello scenario internazionale. Tali argomenti furono oggetto di discussione della seduta del comitato esecutivo del 21 settembre che, malgrado i crescenti malumori e il tentativo dell'opposizione interna di operare un cambio al vertice, non convinsero Dragnea a presentare le proprie dimissioni. Il presidente del PSD, di contro, ricevette la conferma del sostegno della maggior parte di membri della direzione e l'espulsione dei dissidenti.

### Elezioni europee del 2019 e carcerazione
Nel novembre 2018 un rapporto della Commissione europea inviò al governo raccomandazioni speciali, accusando il paese di fare passi indietro sul piano della lotta alla corruzione, mentre parte della stampa internazionale iniziò ad accostare le manovre del PSD a quelle dei governi populisti conservatori e antieuropeisti in crescita nell'est Europa (Ungheria e Polonia). Gli scontri tra Bucarest e le istituzioni europee, con l'adozione di un linguaggio sempre più duro nei confronti delle strutture sovranazionali, ritenute colpevoli dagli alti esponenti del PSD di interferire in questioni politiche interne, preoccuparono lo stesso presidente della commissione europea Jean-Claude Juncker.
Lo stesso linguaggio fu adoperato anche nel corso della campagna elettorale del partito per le elezioni europee del 2019. In tutti i comizi cui prese parte, Dragnea assunse una retorica nazionalista, protezionista ed euroscettica, che divenne il messaggio principale del partito. La sonora sconfitta subita dal PSD alle europee del 26 maggio, però, aprì una nuova crisi nel partito, mentre Gabriela Firea e il vicepresidente del PSD Marian Oprișan andarono all'attacco di Dragnea. Il giorno successivo alle elezioni, quando lo spoglio non era ancora stato completato, l'Alta corte di cassazione e giustizia si pronunciò in via definitiva su un'inchiesta nella quale Dragnea figurava come imputato per abuso d'ufficio. Dopo numerosi rinvii, il tribunale condannò il leader del PSD a tre anni e sei mesi di detenzione, mettendo fine alla sua presidenza. Il 27 maggio Liviu Dragnea fu rinchiuso al carcere di Rahova a Bucarest. Durante la carcerazione lavorò come meccanico presso l'officina del penitenziario.
Nell'agosto 2019 il tribunale di Bucarest respinse una sua contestazione contro l'elezione a nuovo presidente del PSD di Viorica Dăncilă, la cui nomina secondo gli avvocati sarebbe stata viziata da illegalità inerenti allo statuto del partito. Continuando a professarsi innocente, tramite i suoi legali provò più volte a chiedere l'annullamento della condanna per vizi procedurali. Le contestazioni, tuttavia, furono sempre respinte in appello o cassazione. Il 15 luglio 2021 il tribunale di Giurgiu ammise la sua richiesta di liberazione condizionale. Precedentemente Dragnea aveva vinto diverse cause con l'autorità del penitenziario di Rahova, che gli aveva negato il diritto al lavoro (condizione proibitagli dopo aver concesso un'intervista a distanza con l'emittente Realitatea TV non autorizzata dalla direzione carceraria) e alle cure mediche. In seguito al rilascio gli fu interdetta la possibilità di rivestire incarichi pubblici fino al 2024.
Il 19 settembre 2021 annunciò di aver fondato un nuovo partito, Alleanza per la patria (Alianța pentru Patrie), in collaborazione con l'ex segretario generale del PSD Codrin Ștefănescu. Nel settembre 2022 tuttavia il partito ne prese le distanze. Nel maggio 2023 dichiarò che avrebbe sostenuto il nuovo partito fondato dall'ex ministro degli interni Carmen Dan, Movimento Romania Sovrana (Mișcarea România Suverană).

## Posizioni politiche
In veste di presidente del PSD, Liviu Dragnea fu descritto da diverse pubblicazioni rumene e internazionali (Politico, The Washington Post, Deutsche Welle, Der Spiegel) come un leader autoritario e illiberale. Il suo linguaggio politico fu più volte incline al populismo. In diversi discorsi affermò che il popolo rumeno era stato portato alla povertà dagli interessi stranieri e dai loro emissari locali che agivano in loro favore. Contemporaneamente, reclamava l'esistenza di interferenze sulla politica e l'economia rumene da parte delle élite tecnocratiche, delle multinazionali e dei servizi segreti esteri.
Nonostante fosse leader di un partito di ideologia socialdemocratica, Dragnea mostrò idee conservatrici riguardanti temi come il nazionalismo, i diritti LGBT, la migrazione e le relazioni stato-chiesa. In occasione del referendum costituzionale del 2018, da lui stesso promosso, sul divieto dei matrimoni omosessuali, affermò il suo orientamento tradizionalista e sostenne di considerare la famiglia come un nucleo «formato da un uomo e una donna e, quando lo vuole Dio, anche da bambini». Dragnea si dichiarò un credente e, oltre a sostenere la propria contrarietà alla tassazione dei beni della chiesa ortodossa, affermò la necessità di avvicinare i giovani alla religione. Nel 2014 fu decorato dal patriarca Daniele con l'ordine dei «Santi Martiri Brâncoveni» per il contributo al rinnovamento di numerosi luoghi di culto.
Nonostante considerasse l'integrazione della Romania all'Unione europea come una delle più grandi realizzazioni storiche del popolo rumeno, prese posizione contro l'Europa in diverse occasioni. Dragnea accusò spesso i paesi dell'Unione di non essere informati, se non ignoranti, sui problemi reali della Romania. Unione europea e NATO furono spesso accusati di essere i finanziatori di un presunto stato parallelo, di cui avrebbero fatto parte anche il presidente della repubblica Iohannis e numerosi elementi della magistratura, concetto intorno al quale costruì il proprio discorso politico per giustificare le modifiche del sistema giudiziario, dal quale si riteneva perseguitato.
Nell'ottobre 2018, Dragnea annunciò che avrebbe chiesto al governo l'emanazione di una legge riguardante il finanziamento delle pubblicazioni online, dopo che Dan Voiculescu, fondatore di Intact Media Group e già condannato per corruzione, ebbe criticato i siti internet che contestavano la coalizione di governo perseguendo interessi occulti. Tali dichiarazioni incontrarono le proteste dei giornalisti, che lamentavano il calpestamento dell'indipendenza della stampa.

## Procedimenti giudiziari e aspetti controversi

### Accusa di frode all'Unione Europea
Nel 2004 la Direzione Nazionale Anticorruzione (DNA) avviò un'inchiesta per chiarire le modalità di accesso del consiglio del distretto di Teleorman ad un fondo di 4,5 milioni € messo a disposizione dall'Unione europea. Gli inquirenti ipotizzarono che Dragnea, in qualità di presidente del consiglio del distretto, avesse falsificato dei documenti per ottenere un finanziamento finalizzato alla realizzazione di un punto di controllo alla frontiera tra Turnu Măgurele e Nicopoli in Bulgaria. Nello specifico, le istituzioni locali avevano stabilito di erigere la costruzione su un terreno decidendo, in un secondo momento, di cambiare l'ubicazione senza modificare la documentazione già prodotta. Inoltre, fu verificata la validità dell'approvazione d'acquisto di un battello del valore di 750.000 € sulla cui funzionalità erano stati sollevati diversi dubbi.
L'inchiesta si chiuse senza la dimostrazione di alcuna prova di colpevolezza per Dragnea. Nel 2009 la DNA precisò che in quel momento non vi era alcun'indagine in corso nei confronti di Dragnea, appena nominato ministro degli interni.

### Controversie da presidente del distretto di Teleorman
Nel 2001 il distretto di Teleorman privatizzò la società pubblica Tel Drum SA, azienda edile specializzata nel ramo dell'asfalto e delle costruzioni stradali. L'asta di vendita fu vinta dall'autista personale di Dragnea, Marian Fiscuci. La Tel Drum gestì, negli anni successivi, la quasi totalità dei contratti di costruzione e manutenzione delle strade del distretto. Nel periodo 2008-2011 la Tel Drum avrebbe ottenuto dalle amministrazioni locali appalti per 170 milioni €.
Nel 2004 il PD accusò Dragnea di aver comprato per 800 milioni di lei l'hotel Turris di Turnu Măgurele e averlo rivenduto alla Tel Drum per 40 miliardi di lei. Il bene sarebbe poi ritornato alla famiglia Dragnea attraverso operazioni poco chiare, tramite la moglie Bombonica, azionista di maggioranza dell'hotel, detentrice del 95% della proprietà.
Sempre nel 2004 fu accusato di aver utilizzato fondi pubblici, appartenenti al consiglio distrettuale, per la sponsorizzazione della locale squadra di basket, il Baschet Club Teleorman, di proprietà di suoi personali soci di affari.
Nel 2005 l'ispettorato di polizia di Teleorman eseguì delle indagini sospettando un caso di corruzione nella gestione del corpo dei vigili urbani sotto il controllo del distretto. Quest'istituzione pubblica sarebbe stata trasformata di fatto in una società commerciale attiva nella vendita di fertilizzanti chimici. Tali attività avrebbero generato un debito di 7 miliardi di lei ai danni dell'erario.

### Condanna per frode elettorale
Nel 2013 la Direzione Nazionale Anticorruzione (DNA) avviò un'inchiesta su sospette frodi elettorali avvenute in occasione del referendum per la destituzione di Băsescu del 2012. Nel corso delle indagini furono ascoltati in qualità di testimoni il premier Victor Ponta, il ministro della difesa Mircea Dușă, il ministro dell'energia Constantin Niță, il sindaco del settore 3 di Bucarest Robert Negoiță, il presidente del consiglio del distretto di Vrancea Marian Oprişan e molti coordinatori che avevano condotto la campagna elettorale per il PSD a livello locale.
Liviu Dragnea, all'epoca presidente esecutivo del PSD, fu rinviato a giudizio per il reato di abuso di autorità nei confronti di funzionari del partito. In base alla requisitoria dei procuratori, Dragnea in occasione del referendum del 29 luglio 2012 aveva abusato della propria influenza nel partito allo scopo di ottenere vantaggi di natura elettorale, finalizzati a raggiungere il quorum (stabilito al 50% + 1 degli aventi diritto al voto) con il ricorso a voti ottenuti con mezzi illegali. Secondo la DNA Dragnea aveva messo in piedi un complesso sistema di frode che avrebbe coinvolto molte persone sulle quali aveva influenza, allo scopo di alterare i risultati del voto.
Insieme a Dragnea furono coinvolte nell'inchiesta altre 74 persone fra presidenti di seggio e scrutatori in diverse sezioni di voto nei distretti di Teleorman, Vrancea, Gorj e Olt. Questi furono rinviati a giudizio per falsificazione, tramite vari mezzi, di documenti appartenenti all'ufficio elettorale e per l'introduzione nelle urne di voto di un numero di schede elettorali superiore rispetto a quelle realmente votate. Secondo i procuratori fu fatto ricorso alla falsificazione delle liste elettorali, aggiungendo persone che non facevano parte delle liste, che non si erano presentate al voto, o che si trovavano all'estero, falsificandone altresì le firme.
Parallelamente, Dragnea fu accusato di coordinare un complesso sistema informativo, tramite il quale inviava messaggi, ordini e raccomandazioni ai coordinatori della campagna elettorale per favorire la partecipazione al voto dei cittadini ricorrendo a mezzi vietati dalla legge. Contestualmente la DNA sottolineò che Dragnea aveva invitato i membri del partito nel distretto di Teleorman a scavalcare le proprie attribuzioni per fare tutto ciò che era in loro potere per portare gli elettori alle sezioni di voto.
Il 15 maggio 2015 la corte di tre giudici dell'Alta corte di cassazione e giustizia condannò Dragnea ad un anno di reclusione con sospensione della pena per un termine di prova di 3 anni. Rifiutando le accuse, Dragnea si appellò alla decisione della corte, che gli era costata la necessità di dimettersi dal ruolo di ministro dello sviluppo regionale.
Il 22 aprile 2016 la corte di appello dell'Alta corte di cassazione e giustizia composta da cinque giudici e presieduta da Livia Stanciu, inflisse una pena maggiore rispetto a quella riconosciuta in primo grado. Dragnea fu definitivamente condannato a due anni di reclusione con sospensione della pena per un termine di prova di 4 anni.
Dragnea dichiarò di ritenere ingiusta la condanna e che sarebbe rimasto alla guida del PSD. Il 3 ottobre 2017 si rivolse alla Corte europea dei diritti dell'uomo chiedendo l'annullamento della condanna, contestando il fatto che il documento di motivazione della sentenza, pubblicato nel febbraio 2017, non recava le firme di due dei cinque giudici che avevano partecipato al processo. Il ricorso fu respinto il 4 novembre 2021.

### Condanna per abuso d'ufficio alla Direzione di tutela dei minori di Teleorman
Il 9 dicembre 2016 l'Alta corte di cassazione e giustizia rese noto di aver rinviato a giudizio Liviu Dragnea già nel luglio 2016, insieme all'ex moglie Bombonica Prodana, per il reato di abuso d'ufficio per fatti risalenti al periodo luglio 2006 - dicembre 2012.
Allora, in qualità di presidente del consiglio del distretto di Teleorman, avrebbe costretto Floarea Alesu, ex direttore della Direzione generale di assistenza sociale e tutela dei minori (DGASPC), a mantenere a libro paga due dipendenti dell'istituto (Adriana Botorogeanu e Anisa Niculina Stoica), sebbene queste non si fossero mai presentate al lavoro. I procuratori della Direzione Nazionale Anticorruzione (DNA) sostenevano, infatti, che le due dipendenti in realtà svolgessero attività lavorativa presso la sede locale del PSD. Gli inquirenti ipotizzarono un danno patrimoniale per l'ente di circa 108.000 lei.
L'ex moglie Bombonica, già ascoltata dai procuratori della DNA nel marzo 2016 in qualità di ex coordinatrice del Complesso dei servizi destinati ai minori, fu accusata di essere a conoscenza del fatto che nel periodo marzo-agosto 2008 e luglio 2009-agosto 2010, le due dipendenti non si fossero mai presentate al lavoro, senza intraprendere alcuna iniziativa disciplinare.
Il 21 giugno 2018 i tre giudici dell'Alta corte di cassazione e giustizia condannarono Liviu Dragnea in primo grado ad una pena a tre anni e sei mesi di reclusione per il reato di abuso d'ufficio. Il leader del PSD annunciò la propria intenzione di ricorrere in appello, mentre gli avvocati studiarono una soluzione per annullare la condanna. Nel novembre 2018 ottennero dalla corte d'appello di Bucarest una sentenza che costrinse l'Alta corte di cassazione e giustizia a modificare tramite sorteggio i componenti della corte di cinque giudici che avrebbe dovuto lavorare sul fascicolo di Dragnea.
Nel marzo 2019 Florin Iordache, in qualità di presidente della camera ad interim per una breve assenza di Dragnea per motivi di salute, si rivolse alla Corte costituzionale della Romania, sostenendo che l'Alta corte non avesse adempiuto alle disposizioni della legge 78/2000 che prevedeva che le corti di tre giudici, come quella che aveva condannato Dragnea in primo grado, avrebbero dovuto essere specializzate in fatti di corruzione. Le successive tappe del processo furono segnate da costanti rinvii, mentre i difensori chiedevano l'annullamento della decisione di primo grado. Il 20 maggio la corte costituzionale annunciò che avrebbe rimandato per la quarta volta, al 5 giugno 2019, la decisione sulla contestazione fatta da Iordache, mentre l'Alta corte dichiarò che si sarebbe espressa sul caso Dragnea il 27 maggio, il giorno successivo alla celebrazione delle elezioni europee. L'Alta corte si pronunciò in via definitiva condannando il leader del PSD a tre anni e sei mesi di detenzione. Nella sera del 27 maggio Dragnea si consegnò alle autorità per la carcerazione al penitenziario di Rahova a Bucarest.

### InchiestaTel Drum
Nel settembre 2016 l'Ufficio europeo per la lotta antifrode inviò alle autorità rumene una serie di informazioni dalle quali partì l'inchiesta Tel Drum. Il 13 novembre 2017 la Direzione nazionale anticorruzione dispose l'avvio di un'inchiesta penale contro Dragnea per i reati di associazione a delinquere, appropriazione indebita e abuso in servizio per fatti risalenti a quando era presidente del consiglio del distretto di Teleorman. Secondo gli inquirenti, al fianco di altre sei persone, a partire dal 2001 Dragnea, in qualità di presidente del distretto di Teleorman, avrebbe ottenuto benefici derivanti dall'assegnazione di diversi contratti pubblici alla società Tel Drum. Secondo il portavoce della DNA, Livia Săplăcan, tali crimini avrebbero comportato un danno erariale di 30 milioni di lei, per l'abuso in servizio, e di 20 milioni di euro, per finanziamenti ottenuti illegalmente da frode all'Unione europea. Nell'ambito dell'inchiesta la DNA dispose il sequestro di beni mobili e immobili appartenenti a Dragnea per la somma di 127 milioni di lei. Il 30 maggio 2019 il ministro degli interni Carmen Dan, che all'epoca dei reati contestati era prefetto di Teleorman, fu ascoltata come testimone dai procuratori della DNA.
Fu rinviato a giudizio il 17 ottobre 2022.

### Inchiesta in Brasile
Nel marzo 2018 la testata d'inchiesta RISE Project e il quotidiano Folha de S. Paulo rivelarono che le autorità brasiliane avrebbero avviato indagini nei confronti di Liviu Dragnea. Secondo il procuratore federale Carlos Wagner Barbosa Guimarães, Dragnea era sospettato di aver riciclato in Brasile i proventi delle sue attività illecite in Romania, acquistando delle proprietà sulla spiaggia di Cumbuco, nelle vicinanze di Fortaleza. Le autorità sudamericane avrebbero avviato le indagini su una segnalazione di quelle rumene del luglio 2017. Liviu Dragnea negò ogni accusa.

### Inchiesta sulla visita negli Stati Uniti del 2017
Il 14 gennaio 2021 fu ascoltato dai procuratori della DNA in relazione a presunte illegalità commesse nel corso della sua visita negli Stati Uniti in occasione della cerimonia d'investitura del presidente americano Donald Trump nel gennaio 2017. Il 21 maggio 2021 fu ufficialmente iscritto nel registro degli indagati con le accuse di traffico d'influenza e di abuso d'autorità.
Secondo gli inquirenti Dragnea avrebbe ricevuto da tre imprenditori e dall'ex consigliere parlamentare Gheorghe Dimitrescu supporto economico per servizi di lobby per la partecipazione alla cerimonia d'investitura di Trump. L'accesso all'evento sarebbe costato 250.000 dollari e avrebbe avuto luogo grazie all'intermediazione del vicepresidente del comitato presidenziale d'investitura Elliot Broidy. Gli altri due imprenditori avrebbero pagato 30.000 dollari per servizi consulenza politica al PSD tramite una società con sede nelle Isole Vergini Britanniche e conti bancari a Cipro. In cambio Dragnea avrebbe promesso agli imprenditori di favorire i loro interessi economici in Romania, specialmente nel campo della difesa e dell'intelligence, grazie alla propria influenza sul primo ministro e sui membri del governo.
Gheorghe Dimitrescu, ex consigliere del deputato PSD Florin Iordache, ulteriormente, nel periodo maggio-ottobre 2017 avrebbe contribuito insieme ad altri due imprenditori al pagamento di 100.000 dollari per la realizzazione di servizi di lobby finalizzati a stabilire degli incontri tra Dragnea e diversi politici statunitensi. L'allora capo del PSD, quindi, avrebbe messo pressione sul ministro degli esteri per permettere la nomina di Dimitrescu a console generale della Romania a Bonn, designazione poi effettivamente realizzatasi nel dicembre 2017.
Tali circostanze erano già state osservate dai procuratori americani che investigavano sulle attività di Broidy e che nel 2019 avevano chiesto alla Romania informazioni su Dragnea e sull'ex primo ministro Grindeanu. In seguito la DNA aprì un proprio fascicolo d'inchiesta e nel settembre 2019 convocò per approfondimenti l'ambasciatore rumeno negli Stati Uniti, George Maior.
Nell'ottobre 2022 il tribunale di Bucarest constatò l'irregolarità di varie prove processuali e nell'aprile 2023 decise di trasmettere il dossier nuovamente alla DNA. La contestazione della procura contro la decisione fu respinta nell'aprile 2024.

## Vita privata
Con la moglie Bombonica Prodana, dalla quale divorziò nel 2015 dopo 28 anni di matrimonio, ebbe due figli, Valentin e Alexandra. Dal maggio 2016 è fidanzato con l'ex segretaria Irina Alexandra Tănase, di 30 anni più giovane.
È membro della Chiesa ortodossa rumena.

### Patrimonio
Dragnea è proprietario di un appartamento a Turnu Măgurele, di una lussuosa villa (7.000 metri quadri), di diversi terreni e spazi commerciali ad Alexandria, di un terreno a Bușteni e di altre proprietà ad Azuga e Năvodari, per un'area totale di 25.000 metri quadri. Possiede, inoltre, quote dell'hotel Turris di Turnu Măgurele.

## Riconoscimenti
- Cittadino onorario della Contea di Leon (Florida) nel 2001, per aver contribuito al successo della missione internazionale di conoscenza della pubblica amministrazione locale e governativa degli Stati Uniti d'America[20].
- Oscar per l'eccellenza nel 2003, come personalità dell'anno del distretto di Teleorman[20]
- Diploma di eccellenza della federazione delle istituzioni locali della Romania nel 2004, come riconoscimento per il ruolo di più attivo presidente di distretto del paese[20].
- Medaglia d'onore di "Amico delle comunità ebraiche della Romania"[20].
- Compasso di Gerusalemme nel gennaio 2016, il più alto riconoscimento conferito dal Congresso ebraico europeo, per il contributo personale alla promozione della tolleranza, per la lotta al negazionismo dell'olocausto e per l'amicizia con lo stato di Israele[20][173].